# Parajapygidae
Parajapygidae es una familia de dipluros en Hexapoda.

## Géneros
- Ectasjapyx Silvestri, 1929
- Miojapyx Ewing, 1941
- Grassjapyx Silvestri, 1903
- Parajapyx Silvestri, 1903